# 62-es főút
62-es főút (ungarisch für ‚Hauptstraße 62‘) ist eine ungarische Hauptstraße. Sie zweigt in Dunaújváros nach Nordwesten von der 6-os főút, ab, kreuzt die Autobahn Autópálya M6 (Europastraße 73) und führt über Perkáta und Seregélyes sowie über die Autobahn Autópálya M7 (Europastraße 71) nach Székesfehérvár (deutsch: Stuhlweißenburg), wo sie an der 7-es főút endet.
Die Gesamtlänge der Straße beträgt 47 Kilometer.